# ليونيل أبراهامز
ليونيل أبراهامز (بالإنجليزية: Lionel Abrahams)‏ (Lionel Abrahams] (2004–1928] شاعر وروائي ومحرر وناقد وناشر جنوب أفريقي.
ولد في جوهانسبرغ حيث عاش حياته كلها. ولد بمرض الشلل الدماغي واضطر إلى استخدام الكرسي المتحرك وهو ما زال في سن الحادية عشرة. يشكل الشعر معظم إنتاجه، وبجانبه نشر العديد من المقالات والروايات. وكان يعتبر واحدا من أكثر الشخصيات الأدبية شهرة وتأثيرا.
أسس دار نشر رينوستر بوكز Renoster Books في عام 1956، ونشر أعمالا لعدة من الأدباء السود أبرزهم أوزوالد متشالي ومونغين سيروت، وتعتبر هذه الأعمال المنشورة باكورة شعر السود في فترة الفصل العنصري.
منح الدكتوراه الفخرية عام 1986 من جامعتين هما ويتووترسراند وناتال.
من دواوينه الشعرية: يوميات رجل جديد 1984 – الكاتب في الرمل 1988 – شجرة ميتة تملؤها الطيور الحية 1988.